# یواس‌سی‌جی‌سی اونونداگا (دبلیوپی‌جی-۷۹)
یواس‌سی‌جی‌سی اونونداگا (دبلیوپی‌جی-۷۹) (به انگلیسی: USCGC Onondaga (WPG-79)) یک کشتی بود که طول آن ۱۶۵ فوت (۵۰ متر) بود. این کشتی در سال ۱۹۳۴ ساخته شد.